# Menhir de Bissin
Le menhir de Bissin, appelé localement Caillou de Gargantua, est un menhir situé sur la commune de Guérande, à 3 km au sud-est de la ville proprement dite, en Loire-Atlantique.

## Caractéristiques
Le menhir mesure environ 3,50 m de hauteur, pour près de 2 m de largeur et 0,80 m d'épaisseur. De face, il est de forme très légèrement trapézoïdale sur la majeure partie de sa hauteur. Le haut du menhir est arrondi et creusé d'une rainure horizontale au niveau où la pierre commence à s'arrondir. Il s'agit peut-être d'une représentation phallique ou anthropomorphe. Un dolmen désormais détruit se trouvait à proximité.

## Protection
Le menhir est classé comme monument historique depuis 1978.